# Renato González
Renato González, född 19 februari 1990, är en chilensk fotbollsspelare från den chilenska klubben Universidad de Concepción.
Renato debuterade för klubblaget Palestino 2008 och bara ett år senare fick han även chansen i det chilenska fotbollslandslaget där han nätade i debutmatchen mot Paraguay.